# Marvin Johnson (football)
Pour les articles homonymes, voir Marvin Johnson.
Marvin Nicolas Johnson , né le 1er décembre 1990, est un footballeur béninois.

## Biographie
Lors de la saison 2015-2016, il inscrit 5 buts en première division écossaise avec le club de Motherwell.
Le 31 août 2016 il rejoint Oxford United.
Le 31 août 2017, il rejoint Middlesbrough.
Le 31 août 2018, il est prêté à Sheffield United.
Le 5 août 2021, il rejoint Sheffield Wednesday.

## Palmarès

### En club
- En 2017, il est finaliste de la EFL Trophy avec l'Oxford United.
- En 2019, il est vice-champion de la Football League Championship avec le Sheffield United